# Sonargaon
Sonargaon är ett underdistrikt i Bangladesh. Det ligger i den centrala delen av landet, 22 km öster om huvudstaden Dhaka.
Trakten runt Sonargaon består till största delen av jordbruksmark.